# Zuzana Moravčíková
Zuzana Moravčíková (* 30. prosince 1956 Nitra) je bývalá československá běžkyně, která se specializovala na střední tratě.

## Sportovní kariéra
Nejprve se věnovala plavání, k atletice přešla ve čtrnácti letech. Trénovat začala v oddíle Slávia Trnava, kde ji trénoval až do 21 let trenér Hajmassy. V roce 1978 přestoupila do Prahy k trenérovi Milanu Burešovi, jenž v té době trénoval i Milenu Matějkovičovou (1:57,28) a českou rekordmanku na 1500 metrů Ivanu Kubešovou. V roce 1980 se stala mistryní Československa v běhu na 400 metrů časem 53,72 s.
Na mistrovství Evropy v Athénách 1982 skončila v závodě na 800 metrů v semifinálovém běhu. V roce 1983 získala stříbrnou medaili na halovém ME v Budapešti, když v cíli nestačila jen na sovětskou půlkařku Světlanu Kitovovou. V taktickém závodě doběhla druhá v čase 2:01,66 a porazila třeba i Doine Melinteovou, která se o rok později stala olympijskou vítězkou na osmistovce a její osobní rekord v té době měl již hodnotu 1:55,05.
V témž roce se konalo v Helsinkách první mistrovství světa v atletice pod otevřeným nebem. Vybojovala zde stříbrnou medaili ve štafetě na 4 × 400 metrů. Kvarteto Kocembová, Matějkovičová, Moravčíková a Kratochvílová zde zaběhlo trať v čase 3:20,32. Tento čas je dodnes českým rekordem. Na šampionátu ji těsně unikla finálová účast v závodě na 800 metrů, když v semifinále, kde trať zaběhla v čase 1:59,96, skončila na prvním nepostupujícím místě. 
V roce 1984 postoupila na halovém ME v Göteborgu do finále běhu na 800 metrů, kde doběhla na šestém místě. Zlatou medaili zde získala Milena Matějkovičová.
Rok 1984 měl být vrcholem i pro Zuzanu Moravčíkovou, její start na olympijských hrách však kvůli bojkotu nevyšel podobně jako všem československým sportovcům. Místo olympijských her však Sovětský svaz uspořádal hry Družba 84. Zde skončila Zuzana Moravčíková v závodě na 800 metrů na druhém místě v čase 1:58,06. Tento čas by na olympijských hrách v Los Angeles stačil na boj o medaili.

## Osobní rekordy
- 800 m (hala) - (2:01,5 - 5. února 1983, Budapešť)
- 800 m (dráha) - (1:56,96 - 27. července 1983, Lipsko) [2]